# Смольникова, Мария Александровна
Мария Александровна Смольникова (род. 17 декабря 1987, Свердловск) — российская актриса театра и кино. Двукратный лауреат премии «Золотая маска» (2016, 2020).

## Биография
Мария Смольникова родилась 17 декабря 1987 года в городе Свердловске (ныне Екатеринбург).
Училась в экспериментальной школе в Екатеринбурге.
В юности играла в Театре юного зрителя в Нижнем Новгороде. С третьей попытки поступила в ГИТИС на экспериментальный курс под руководством Евгения Каменьковича и Дмитрия Крымова, который окончила в 2011 году.
Работала в театре «Школа драматического искусства» в лаборатории под руководством Дмитрия Крымова, играла в спектаклях «Смерть Жирафа», «Катя, Соня, Поля, Галя, Вера, Оля, Таня…», «Горки-10», «Русский блюз. Поход за грибами», «Opus № 7» и других. В 2016 году её работа в спектакле «О-й. Поздняя любовь» была отмечена премией «Золотая маска» за лучшую женскую роль в конкурсе спектаклей драматического театра.
В 2012 году снялась в главной роли в фильме «Дочь» режиссёров Натальи Назаровой и Александра Касаткина. За эту роль актриса получила награды нескольких кинофестивалей. В 2016 году сыграла филателистку, страдающую от ДЦП, в короткометражном фильме Натальи Назаровой «Светлячок», также отмеченном на ряде кинофестивалей.
В 2013 году снялась в фильме Фёдора Бондарчука «Сталинград».

## Личная жизнь
С 2018 года состоит в браке с актёром Иваном Орловым. У пары есть сын Лавр (род. 2019).

## Творчество

### Роли в театре
Школа драматического искусства
- 2008 — Opus № 7 (реж. Д. Крымов)
- 2009 — «Смерть Жирафа» (реж. Д. Крымов)
- 2011 — «Катя, Соня, Поля, Галя, Вера, Оля, Таня…» по произведениям И. Бунина (реж. Д. Крымов)
- 2011 — «Горки-10» (реж. Д. Крымов) — Ленин, зрительница
- 2013 — «Оноре де Бальзак. Заметки о Бердичеве» по пьесе А. П. Чехова «Три сестры»
- 2014 — «О-й. Поздняя любовь» по пьесе А. Н. Островского (реж. Д. Крымов) — Людмила
- 2015 — «Русский блюз. Поход за грибами» (реж. Д. Крымов)
- 2016 — «Последнее свидание в Венеции» по мотивам романа Э. Хемингуэя «За рекой, в тени деревьев» (реж. Д. Крымов)
- 2017 — «Безприданница» по пьесе А. Н. Островского (реж. Д. Крымов) – Лариса Дмитриевна

Театр наций
- 2018 — «Му-му» по произведениям И. С. Тургенева (реж. Д. Крымов) — Муму
- 2021 — «Моими глазами» (реж. Д. Сердюк) — Ольга Лепешинская
- 2022 — «Кто боится Вирджинии Вулф?» (реж. Д. Чащин) — Хани
- 2023 — «Макбет» — Леди Макбет
- 2024 — «Я не убивала своего мужа» — Ли Сюэлянь

МХТ имени А. П. Чехова
- 2018 — «Серёжа» по роману Л. Н. Толстого «Анна Каренина» (реж. Д. Крымов) — Анна Каренина

Театральное агентство «Арт-партнер XXI»
- 2019 — «Борис» по мотивам «Бориса Годунова» А.C. Пушкина (реж. Д. Крымов) — Лжедмитрий

Пространство "Внутри"
- 2024 — «Три сестры» (реж. А. Маник) — Маша
- 2024 — «Ричард» (реж. А. Маник) — Ричард

### Фильмография
| Год  |     | Название                         | Роль                                                            |
| ---- | --- | -------------------------------- | --------------------------------------------------------------- |
| 2011 | кор | Красные фонтаны                  | Катя, дочь Андрея и Алины                                       |
| 2012 | ф   | Без свидетелей                   | Маша Нефёдова                                                   |
| 2012 | ф   | Дочь                             | Инна Крайнова, школьница                                        |
| 2012 | ф   | У Бога свои планы                | Вика                                                            |
| 2013 | ф   | Форт Росс: В поисках приключений | библиотекарь                                                    |
| 2013 | ф   | Сталинград                       | Катя                                                            |
| 2014 | с   | Куприн («Впотьмах»)              | Лиза                                                            |
| 2015 | с   | Обратная сторона луны            | Анфиса                                                          |
| 2015 | ф   | Рая знает                        | Вика, маникюрша                                                 |
| 2016 | ф   | После тебя                       | Алиса, преподаватель в балетной школе                           |
| 2017 | ф   | Отчий берег                      | Лиля                                                            |
| 2018 | с   | Гурзуф                           | Алина Морозова                                                  |
| 2018 | ф   | Sпарта                           | Тоша, судмедэксперт                                             |
| 2018 | ф   | Доктор Рихтер-2                  | Полина Мишина                                                   |
| 2021 | ф   | Ёлки 8                           | Снегурочка                                                      |
| 2022 | ф   | Начальник разведки               | Китти Оппенгеймер                                               |
| 2022 | с   | Заключение                       | Женя                                                            |
| 2022 | с   | Нина                             | Илона                                                           |
| 2023 | с   | Шаляпин (сериал)                 | Иола Торнаги                                                    |
| 2023 | с   | Кафе «Куба»                      | Наташа                                                          |
| 2023 | с   | Волшебный участок                | Валентина Краснова, оперуполномоченный                          |
| 2024 | с   | Плевако                          | Юлия Фёдоровна Плевако, сестра и стенографистка Николая Плевако |
| 2024 | с   | Я знаю кто тебя убил             | Лида                                                            |
| 2024 | с   | Преступление и наказание         | Пашенька, хозяйка квартиры Раскольникова                        |
| 2025 | с   | Казанова. В бегах.               | Людмила Смирнова                                                |

## Награды
- 2012 — приз за лучшую женскую роль имени Натальи Гундаревой в конкурсе зрительских симпатий «Великолепная семёрка „МК“» X-го Московского Фестиваля отечественного кино «Московская премьера» за главную женскую роль (фильм «Дочь»)[7]
- 2012 — приз за лучшую женскую роль на ХХ ВКФ «Виват кино России!» в Санкт-Петербурге (фильм «Дочь»).
- 2012 — приз за лучшую женскую роль на VII МКФ семейных и детских фильмов «В кругу семьи» в Екатеринбурге за роль (фильм «Дочь»).
- 2012 — диплом на XVIII МФ фильмов о правах человека «Сталкер» в Москве (фильм «Дочь»)[8] .
- 2016 — премия «Золотая маска» за лучшую женскую роль в конкурсе спектаклей драматического театра (спектакль «О-й. Поздняя любовь»)[9].
- 2016 — 4-й Национальный кинофестиваль дебютов «Движение» в Омске — приз конкурса короткометражного кино «Движение. Начало»: Специальное упоминание жюри (фильм «Светлячок»)[10].
- 2020 — премия «Золотая маска» за лучшую женскую роль (спектакль «Серёжа»).